# الادعاء الكاذب بالاعتداء الجنسي على الأطفال
الادعاء الكاذب بالاعتداء الجنسي على الأطفال هو اتهام شخص واحد أو أكثر بالاعتداء الجنسي على الأطفال في حين أنه في الواقع لم يكن هناك أي اعتداء من قِبل المتهم على النحو المزعوم. ويكون تقديم هذه الاتهامات من قِبل الضحية المزعومة أو من قِبل شخص آخر بالنيابة عن الضحية المزعومة. وأشارت الدراسات حول معدّل الادعاءات المسجلة عن إساءة معاملة الأطفال في التسعينات إلى أن المعدل العام للاتهامات الباطلة في ذلك الوقت كان حوالي 10٪.
وأظهرت الدراسات أنه من بين الادعاءات التي ثبت أنها خاطئة، فإن جزءًا صغيرًا فقط ثبت أنه ناشيء من الطفل. ومعظم الادعاءات الكاذبة كانت ناشئة من شخص بالغ نيابة عن الطفل، وحدثت أغلبية كبيرة منها في سياق الطلاق ومعارك حضانة الأطفال.
الدافع الآخر المحتمل هو الانتقام من قِبل الشخص المُدَعي ضد المتهم. وهناك أيضاً دليل على أن أنظمة مثل المملكة المتحدة (ونيوزيلندا سابقاً) التي تدفع تعويضات كبيرة للضحايا المزعومين وأولياء أمورهم دون الحاجة إلى إثبات للادعاء يمكن أن توفر دافعاً للإدلاء بمزاعم كاذبة.

## أنواع الادعاءات
عندما تكون الأدلة الداعمة غير كافية لتحديد ما إذا كان الاتهام صحيحًا أم كاذبًا، يتم وصفه بأنه ادعاء «غير مثبت» أو «لا أساس له». ويمكن تقسيم الاتهامات التي يتم تحديدها كاذبة بناءً على الأدلة المؤيدة للادعاء إلى ثلاث فئات:
- إدعاء كاذب تماماً بأن الأحداث المزعومة لم تحدث؛ ويمكن أن يكون سبب القيام بذلك الانتقام من المعلم أو صاحب العمل الذي حرمهم من الحصول على درجات دراسية أو زيادة في الراتب أو الترقية. ويمكن أيضًا أن يتم ذلك لأغراض الابتزاز أو التهديد.
- ادعاء يصف الأحداث التي وقعت، ولكن ارتكبها شخص غير المتهم، ويكون المتهم بريئًا في هذه الحالة. وعندما يصنع طفل هذا النوع من الادعاءات يطلق عليه «استبدال الجاني».
- ادعاء صحيح جزئياً وخاطيء جزئياً لأنه يمزج أوصاف الأحداث التي حدثت بالفعل مع أحداث أخرى لم تحدث.

يمكن أن يحدث الادعاء الكاذب نتيجة الكذب المتعمد ضد المتهم، أو عن غير قصد بسبب التباس إما ينشأ بشكل عفوي بسبب مرض عقلي أو ناتج عن أسئلة موحية متعمدة أو عرضية، أوتدريب الطفل وتلقينه لما يجب عليه قوله أو تقنيات تحقيق خاطئة. واقترح الباحثان بول وليندسي في عام 1997 تطبيق علامات منفصلة على المفهومين، واقترح استخدام مصطلح «الادعاءات الكاذبة» على وجه التحديد عندما يدرك المدَّعِي أنه يُدلِي كذبًا، و «الشكوك الكاذبة» لنطاق أوسع من الاتهامات الباطلة التي قد تكون شارك فيها طرح الأسئلة الإيحائية المحرضة.
ويمكن أن تُدفع أو تتفاقم أو تستمر الاتهامات الزائفة من قِبَل سلطات إنفاذ القانون أوحماية الأطفال أو موظفي الادعاء الذين أصبحوا مقتنعين بإدانة المتهم. وقد يؤدي إثبات عدم صحة الادعاء إلى تنافر معرفي من جانب هؤلاء الأفراد، ويؤدي بهم إلى محاولة عن عمد أو بدون وعي لحل التنافر من خلال تجاهل الأدلة أو حذفها أو حتى تدميرها. وبمجرد اتخاذ أي خطوات لتبرير القرار بأن المتهم مذنب، يُصبح من الصعب للغاية على المسؤول قبول أدلة نفي الادعاء، وهذا يمكن أن يستمر خلال الطعون أو إعادة المحاكمة أو أي جهد آخر لإعادة النظر في الحكم.

## التراجع الكاذب
في بعض الأحيان يتم التراجع كذبًا عن الاتهامات والاعتراف بأنها ادعاءات باطلة، ويقترح حدوث التراجع الكاذب في الاتهامات من جانب الأطفال الذين تعرضوا للإساءة لسبب أو أكثر من أسباب عدة: مثل العار أو الإحراج، الخوف من إرسالهم إلى دور الرعاية، أو بسبب رد فعل الكبار مما جعلهم يشعرون بأن سلوكهم كان «خاطئ» أو «سيئ»، أو رغبة منهم في حماية الجاني الذي قد يكون أحد أفراد العائلة المقربين، أوالخوف من تدمير العائلة، أو إصرار أحد أفراد العائلة البالغين على سحب الطفل للاتهام وتدريبه على ذلك أو غيرها. وتكون عمليات التراجع الكاذبة أقل شيوعًا عندما يتلقى الطفل الدعم المناسب وفي الوقت المناسب بعد بيان الادعاء.

## التأثير الواقع على الطفل والمتهم
يمكن أن تكون مزاعم الإيذاء الجنسي صدمة للطفل بطبيعتها عندما تكون زائفة. غالباً ما يواجه الأشخاص الذين يتم اتهامهم زورًا بالاعتداء الجنسي مشاكل عديدة تلحق بهم. حيث أن طبيعة الجريمة التي وجهت إليهم غالباً ما تستحضر إحساساً ساحقاً بالخيانة. وفي القضايا التي حظيت بتغطية إعلامية كبيرة يكون لدى عامة الناس نزعة قوية للافتراض أن المتهم مذنبًا، مما يؤدي إلى وصمة اجتماعية خطيرة للغاية. حيث يواجه المتهم -حتى لو تمت تبرئته - خطر طرده من وظيفته وفقدان أصدقاءه وعلاقات أخرى وتخريب ممتلكاتهم ومضايقات من قبل أولئك الذين يعتقدون أنه مذنب.

## مجموعات الدعم
في عام 2001 كان هناك 18 مجموعة دعم وجماعات ضغط موجودة في المملكة المتحدة «أقيمت لتصحيح الظلم الذي عانى منه أولئك الذين يدعون أنهم أدينوا خطأ في قضايا سوء المعاملة». تشمل المجموعات النشطة حاليًا في المملكة المتحدة ادعاءات كاذبة ضد مقدمي الرعاية والمعلمين (FACT)، ومنظمة دعم الادعاءات الزائفة (FASO)، والناس ضد المزاعم الكاذبة للإساءة (PAFAA with SOFAP).